# The Band (prima edizione)
La prima edizione del talent show The Band è andata in onda ogni venerdì in prima serata su Rai 1 dal 22 aprile al 20 maggio 2022 per cinque puntate con la conduzione di Carlo Conti.
La Band vincitrice dell'edizione è stata Isoladellerose.

## Il programma
Il talent prevede che alla prima puntata partecipino 16 gruppi musicali. Le Band sono giudicate da una giuria composta da tre membri e sono guidate da otto Tutor. Nel corso della prima puntata, ogni Band si esibisce in una sfida a due; ciascuno degli otto Tutor non esprime alcun voto ma alla fine dell'esibizione sceglie una Band da assumere sotto la propria tutela.
Le Band scelte da ciascun Tutor rimangono nel programma fino alla puntata finale, nella quale si esibiscono insieme al proprio Tutor. In ciascuna puntata, i membri della Giuria assegnano a ciascuna Band da 5 a 10 punti, mentre i Tutor (che votano in tutte le puntate ad eccezione della prima) assegnano da 1 a 5 punti e non possono dare nessun voto alla propria Band. Inoltre, mentre il punteggio dei membri della Giuria è svelato alla fine della puntata con la somma totale, il punteggio dei Tutor è svelato al termine di ogni esibizione sia singolarmente sia facendo la somma totale.
La somma dei voti ottenuti da ciascuna Band nel corso delle puntate determina la Classifica generale e al termine delle puntate previste la Band che in Classifica generale ottiene il punteggio più elevato è proclamata Band dell'anno, mentre le Band situate nei primi tre posti si esibiscono con un proprio inedito.
Il programma, inoltre, prevedeva per ogni puntata qualche momento di comicità attraverso la presenza di Federico Basso e Davide Paniate, che intrattengono il pubblico e i telespettatori nelle vesti di improbabili giornalisti.

## Cast

### Band
| Band                     | Luogo di provenienza | Tutor                | Stato                |
| ------------------------ | -------------------- | -------------------- | -------------------- |
| Isoladellerose           | Roma                 | Enrico Nigiotti      | Vincitori            |
| Anxia Lytics             | Alessandria          | Dolcenera            | Secondi classificati |
| Cherry Bombs             | Milano               | Giusy Ferreri        | Terze classificate   |
| Achtung Babies           | Roma                 | Rocco Tanica         | Finalisti            |
| JF Band                  | Parma                | Federico Zampaglione | Finalisti            |
| Living Dolls             | Udine                | Francesco Sarcina    | Finaliste            |
| Mons                     | Torino               | Marco Masini         | Finalisti            |
| N'Ice Cream              | Ascoli Piceno        | Irene Grandi         | Finalisti            |
| Rojabloreck              | Massa-Carrara        | Eliminati            | Eliminati            |
| La chiamata di emergenza | Bari                 | Eliminati            | Eliminati            |
| Gemini                   | Anagni               | Eliminati            | Eliminati            |
| Xela Unplugged           | Gallarate            | Eliminati            | Eliminati            |
| Silent Project           | Milano               | Eliminati            | Eliminati            |
| Dan e i suoi fratelli    | Milano               | Eliminati            | Eliminati            |
| Keller Band              | Padova               | Eliminati            | Eliminati            |
| Riflesso                 | Ferrara              | Eliminati            | Eliminati            |

### Giudici
La giuria è composta da:
- Gianna Nannini
- Carlo Verdone
- Asia Argento

### Tutor
I Tutor delle Band sono:
- Giusy Ferreri
- Irene Grandi
- Dolcenera
- Marco Masini
- Federico Zampaglione
- Francesco Sarcina
- Enrico Nigiotti
- Rocco Tanica

## Dettaglio delle puntate

### Prima puntata
La prima puntata è andata in onda il 22 aprile 2022 ed è stata vinta dagli Anxia Lytics, che si sono esibiti con A mano a mano di Rino Gaetano.
| Ordine | Canzone e cantante                          | Band                     | Esito     | Tutor assegnato      | Punteggio della Giuria |
| ------ | ------------------------------------------- | ------------------------ | --------- | -------------------- | ---------------------- |
| 12     | A mano a mano - Rino Gaetano                | Anxia Lytics             | Finalisti | Dolcenera            | 29                     |
| 1      | Il mare impetuoso al tramonto... - Zucchero | Cherry Bombs             | Finaliste | Giusy Ferreri        | 25                     |
| 15     | Figli delle stelle - Alan Sorrenti          | Isoladellerose           | Finalisti | Enrico Nigiotti      | 24                     |
| 7      | Should I Stay or Should I Go - The Clash    | Living Dolls             | Finaliste | Francesco Sarcina    | 20                     |
| 14     | Monna Lisa - Ivan Graziani                  | Mons                     | Finalisti | Marco Masini         | 20                     |
| 10     | Fix You - Coldplay                          | Achtung Babies           | Finalisti | Rocco Tanica         | 18                     |
| 3      | Rolling in the Deep - Adele                 | JF Band                  | Finalisti | Federico Zampaglione | 17                     |
| 6      | Se perdo anche te - Gianni Morandi          | N'Ice Cream              | Finalisti | Irene Grandi         | 17                     |
| 2      | Via - Claudio Baglioni                      | Riflesso                 | Eliminati | Eliminati            | Eliminati              |
| 4      | Voglio vederti danzare - Franco Battiato    | Keller Band              | Eliminati | Eliminati            | Eliminati              |
| 5      | Come mai - 883                              | Dan e i suoi fratelli    | Eliminati | Eliminati            | Eliminati              |
| 8      | Dieci ragazze - Lucio Battisti              | Silent Project           | Eliminati | Eliminati            | Eliminati              |
| 9      | Blurred Lines - Robin Thicke                | Xela Unplugged           | Eliminati | Eliminati            | Eliminati              |
| 11     | Ancora tu - Lucio Battisti                  | Gemini                   | Eliminati | Eliminati            | Eliminati              |
| 13     | A me me piace 'o blues - Pino Daniele       | La chiamata di emergenza | Eliminati | Eliminati            | Eliminati              |
| 16     | La notte vola - Lorella Cuccarini           | Rojabloreck              | Eliminati | Eliminati            | Eliminati              |

### Seconda puntata
La seconda puntata è andata in onda il 29 aprile 2022 ed è stata vinta dai Mons, che si sono esibiti con Up patriots to arms di Franco Battiato, e dalle Cherry Bombs, che si sono esibite con Rumore di Raffaella Carrà.
| Ordine | Canzone e cantante                      | Band           | Tutor                | Punteggio totale | Punteggio dei singoli Tutor | Punteggio dei singoli Tutor | Punteggio dei singoli Tutor | Punteggio dei singoli Tutor | Punteggio dei singoli Tutor | Punteggio dei singoli Tutor | Punteggio dei singoli Tutor | Punteggio dei singoli Tutor | Punteggio dei Tutor | Punteggio della Giuria |
| Ordine | Canzone e cantante                      | Band           | Tutor                | Punteggio totale | Masini                      | Ferreri                     | Tanica                      | Zampaglione                 | Sarcina                     | Grandi                      | Dolcenera                   | Nigiotti                    | Punteggio dei Tutor | Punteggio della Giuria |
| ------ | --------------------------------------- | -------------- | -------------------- | ---------------- | --------------------------- | --------------------------- | --------------------------- | --------------------------- | --------------------------- | --------------------------- | --------------------------- | --------------------------- | ------------------- | ---------------------- |
| 8      | Up patriots to arms - Franco Battiato   | Mons           | Marco Masini         | 54               | –                           | 4                           | 3                           | 4                           | 3                           | 5                           | 4                           | 4                           | 27                  | 27                     |
| 1      | Rumore - Raffaella Carrà                | Cherry Bombs   | Giusy Ferreri        | 54               | 4                           | –                           | 4                           | 3                           | 4                           | 4                           | 3                           | 4                           | 26                  | 28                     |
| 3      | Dedicato - Loredana Bertè               | Anxia Lytics   | Dolcenera            | 53               | 3                           | 3                           | 3                           | 4                           | 4                           | 4                           | –                           | 5                           | 26                  | 27                     |
| 4      | La sera dei miracoli - Lucio Dalla      | Achtung Babies | Rocco Tanica         | 51               | 3                           | 4                           | –                           | 5                           | 4                           | 4                           | 3                           | 5                           | 28                  | 23                     |
| 2      | Vieni da me - Le Vibrazioni             | Isoladellerose | Enrico Nigiotti      | 50               | 4                           | 4                           | 5                           | 4                           | 3                           | 3                           | 5                           | –                           | 28                  | 22                     |
| 5      | Oggi sono io - Alex Britti              | JF Band        | Federico Zampaglione | 46               | 4                           | 3                           | 3                           | –                           | 4                           | 3                           | 3                           | 4                           | 24                  | 22                     |
| 7      | Se bruciasse la città - Massimo Ranieri | Living Dolls   | Francesco Sarcina    | 42               | 3                           | 4                           | 3                           | 4                           | –                           | 3                           | 4                           | 3                           | 24                  | 18                     |
| 6      | Riderà - Little Tony                    | N'Ice Cream    | Irene Grandi         | 38               | 3                           | 3                           | 3                           | 3                           | 2                           | –                           | 3                           | 3                           | 20                  | 18                     |

### Terza puntata
La terza puntata è andata in onda il 6 maggio 2022 ed è stata vinta da Isoladellerose, che si sono esibiti con Credimi ancora di Marco Mengoni.
| Ordine | Canzone e cantante                                  | Band           | Tutor                | Punteggio totale | Punteggio dei singoli Tutor | Punteggio dei singoli Tutor | Punteggio dei singoli Tutor | Punteggio dei singoli Tutor | Punteggio dei singoli Tutor | Punteggio dei singoli Tutor | Punteggio dei singoli Tutor | Punteggio dei singoli Tutor | Punteggio dei Tutor | Punteggio della Giuria |
| Ordine | Canzone e cantante                                  | Band           | Tutor                | Punteggio totale | Masini                      | Ferreri                     | Tanica                      | Zampaglione                 | Sarcina                     | Grandi                      | Dolcenera                   | Nigiotti                    | Punteggio dei Tutor | Punteggio della Giuria |
| ------ | --------------------------------------------------- | -------------- | -------------------- | ---------------- | --------------------------- | --------------------------- | --------------------------- | --------------------------- | --------------------------- | --------------------------- | --------------------------- | --------------------------- | ------------------- | ---------------------- |
| 8      | Credimi ancora - Marco Mengoni                      | Isoladellerose | Enrico Nigiotti      | 62               | 5                           | 4                           | 5                           | 4                           | 5                           | 5                           | 5                           | –                           | 33                  | 29                     |
| 3      | Ordinary World - Duran Duran                        | Achtung Babies | Rocco Tanica         | 53               | 4                           | 4                           | –                           | 4                           | 5                           | 5                           | 4                           | 5                           | 31                  | 22                     |
| 6      | Un'estate fa - Delta V                              | JF Band        | Federico Zampaglione | 52               | 4                           | 4                           | 5                           | –                           | 5                           | 5                           | 4                           | 5                           | 32                  | 20                     |
| 2      | Giudizi universali - Samuele Bersani                | Anxia Lytics   | Dolcenera            | 50               | 4                           | 4                           | 4                           | 3                           | 3                           | 3                           | –                           | 5                           | 26                  | 24                     |
| 1      | Amore disperato - Nada                              | N'Ice Cream    | Irene Grandi         | 49               | 4                           | 4                           | 4                           | 4                           | 4                           | –                           | 4                           | 4                           | 28                  | 21                     |
| 5      | Who Can It Be Now? - Men at Work                    | Mons           | Marco Masini         | 49               | –                           | 4                           | 4                           | 4                           | 3                           | 4                           | 3                           | 4                           | 26                  | 23                     |
| 7      | I Love Rock 'n Roll - Joan Jett and the Blackhearts | Living Dolls   | Francesco Sarcina    | 49               | 3                           | 4                           | 4                           | 4                           | –                           | 4                           | 4                           | 4                           | 27                  | 22                     |
| 4      | Chimica - Ditonellapiaga e Rettore                  | Cherry Bombs   | Giusy Ferreri        | 47               | 3                           | –                           | 4                           | 4                           | 2                           | 3                           | 2                           | 4                           | 22                  | 25                     |

### Quarta puntata
La quarta puntata è andata in onda il 13 maggio 2022 ed è stata vinta dalle Cherry Bombs, che si sono esibite con Beautiful di Christina Aguilera.
| Ordine | Canzone e cantante                                | Band           | Tutor                | Punteggio totale | Punteggio dei singoli Tutor | Punteggio dei singoli Tutor | Punteggio dei singoli Tutor | Punteggio dei singoli Tutor | Punteggio dei singoli Tutor | Punteggio dei singoli Tutor | Punteggio dei singoli Tutor | Punteggio dei singoli Tutor | Punteggio dei Tutor | Punteggio della Giuria |
| Ordine | Canzone e cantante                                | Band           | Tutor                | Punteggio totale | Masini                      | Ferreri                     | Tanica                      | Zampaglione                 | Sarcina                     | Grandi                      | Dolcenera                   | Nigiotti                    | Punteggio dei Tutor | Punteggio della Giuria |
| ------ | ------------------------------------------------- | -------------- | -------------------- | ---------------- | --------------------------- | --------------------------- | --------------------------- | --------------------------- | --------------------------- | --------------------------- | --------------------------- | --------------------------- | ------------------- | ---------------------- |
| 1      | Beautiful - Christina Aguilera                    | Cherry Bombs   | Giusy Ferreri        | 60               | 5                           | –                           | 4                           | 4                           | 4                           | 5                           | 4                           | 4                           | 30                  | 30                     |
| 2      | La canzone dell'amore perduto - Fabrizio De Andrè | Isoladellerose | Enrico Nigiotti      | 53               | 4                           | 5                           | 3                           | 5                           | 4                           | 5                           | 4                           | –                           | 30                  | 23                     |
| 5      | Perché no - Lucio Battisti                        | JF Band        | Federico Zampaglione | 53               | 4                           | 5                           | 5                           | –                           | 5                           | 4                           | 4                           | 5                           | 32                  | 21                     |
| 4      | Whole Lotta Love - Led Zeppelin                   | Living Dolls   | Francesco Sarcina    | 51               | 4                           | 4                           | 5                           | 4                           | –                           | 4                           | 4                           | 4                           | 29                  | 22                     |
| 7      | Wish You Were Here - Pink Floyd                   | Achtung Babies | Rocco Tanica         | 50               | 4                           | 5                           | –                           | 4                           | 4                           | 3                           | 3                           | 5                           | 28                  | 22                     |
| 3      | The Sound of Silence - Simon & Garfunkel          | Anxia Lytics   | Dolcenera            | 49               | 3                           | 4                           | 3                           | 4                           | 3                           | 4                           | –                           | 5                           | 26                  | 23                     |
| 6      | Acqua e sapone - Stadio                           | N'Ice Cream    | Irene Grandi         | 46               | 3                           | 4                           | 3                           | 4                           | 5                           | –                           | 5                           | 4                           | 28                  | 18                     |
| 8      | Insuperabile - Rkomi                              | Mons           | Marco Masini         | 45               | –                           | 3                           | 5                           | 4                           | 4                           | 3                           | 3                           | 4                           | 26                  | 19                     |

### Quinta puntata
La quinta puntata è andata in onda il 20 maggio 2022 ed è stata vinta dagli Anxia Lytics, che si sono esibiti con Com'è straordinaria la vita di Dolcenera.
| Ordine | Canzone e cantante                      | Band           | Tutor                | Punteggio totale | Punteggio dei singoli Tutor | Punteggio dei singoli Tutor | Punteggio dei singoli Tutor | Punteggio dei singoli Tutor | Punteggio dei singoli Tutor | Punteggio dei singoli Tutor | Punteggio dei singoli Tutor | Punteggio dei singoli Tutor | Punteggio dei Tutor | Punteggio della Giuria |
| Ordine | Canzone e cantante                      | Band           | Tutor                | Punteggio totale | Masini                      | Ferreri                     | Tanica                      | Zampaglione                 | Sarcina                     | Grandi                      | Dolcenera                   | Nigiotti                    | Punteggio dei Tutor | Punteggio della Giuria |
| ------ | --------------------------------------- | -------------- | -------------------- | ---------------- | --------------------------- | --------------------------- | --------------------------- | --------------------------- | --------------------------- | --------------------------- | --------------------------- | --------------------------- | ------------------- | ---------------------- |
| 3      | Com'è straordinaria la vita - Dolcenera | Anxia Lytics   | Dolcenera            | 61               | 5                           | 5                           | 5                           | 5                           | 5                           | 5                           | –                           | 5                           | 35                  | 26                     |
| 4      | Novembre - Giusy Ferreri                | Cherry Bombs   | Giusy Ferreri        | 54               | 4                           | –                           | 4                           | 4                           | 5                           | 5                           | 4                           | 4                           | 30                  | 24                     |
| 5      | Due destini - Tiromancino               | JF Band        | Federico Zampaglione | 54               | 4                           | 4                           | 4                           | –                           | 5                           | 4                           | 4                           | 4                           | 29                  | 25                     |
| 6      | Signor tenente - Giorgio Faletti        | Mons           | Marco Masini         | 53               | –                           | 5                           | 4                           | 4                           | 5                           | 5                           | 4                           | 5                           | 32                  | 21                     |
| 1      | Canzone intelligente - Cochi e Renato   | N'Ice Cream    | Irene Grandi         | 52               | 4                           | 4                           | 4                           | 4                           | 5                           | –                           | 4                           | 5                           | 30                  | 22                     |
| 2      | Nonno Hollywood - Enrico Nigiotti       | Isoladellerose | Enrico Nigiotti      | 52               | 4                           | 5                           | 5                           | 4                           | 5                           | 5                           | 4                           | –                           | 32                  | 20                     |
| 7      | Dedicato a te - Le Vibrazioni           | Living Dolls   | Francesco Sarcina    | 50               | 4                           | 4                           | 4                           | 4                           | –                           | 4                           | 4                           | 4                           | 28                  | 22                     |
| 8      | With or Without You - U2                | Achtung Babies | Rocco Tanica         | 48               | 3                           | 5                           | –                           | 3                           | 5                           | 3                           | 3                           | 3                           | 25                  | 23                     |

Dopo le otto esibizioni della quinta puntata, le Band situate nei primi tre posti della Classifica generale si sono esibite con un proprio inedito sottoponendosi nuovamente alla votazione dei Tutor e della Giuria. I punteggi ottenuti da tali esibizioni hanno decretato Isoladellerose la Band vincitrice di questa edizione.
| Ordine | Canzone              | Band           | Tutor           | Punteggio totale | Punteggio dei singoli Tutor | Punteggio dei singoli Tutor | Punteggio dei singoli Tutor | Punteggio dei singoli Tutor | Punteggio dei singoli Tutor | Punteggio dei singoli Tutor | Punteggio dei singoli Tutor | Punteggio dei singoli Tutor | Punteggio dei Tutor | Punteggio della Giuria |
| Ordine | Canzone              | Band           | Tutor           | Punteggio totale | Masini                      | Ferreri                     | Tanica                      | Zampaglione                 | Sarcina                     | Grandi                      | Dolcenera                   | Nigiotti                    | Punteggio dei Tutor | Punteggio della Giuria |
| ------ | -------------------- | -------------- | --------------- | ---------------- | --------------------------- | --------------------------- | --------------------------- | --------------------------- | --------------------------- | --------------------------- | --------------------------- | --------------------------- | ------------------- | ---------------------- |
| 3      | Nada mas             | Isoladellerose | Enrico Nigiotti | 35               | 5                           | –                           | –                           | –                           | 5                           | 5                           | –                           | –                           | 15                  | 20                     |
| 1      | Quel senso           | Anxia Lytics   | Dolcenera       | 15               | –                           | –                           | –                           | 5                           | –                           | –                           | –                           | –                           | 5                   | 10                     |
| 2      | Intolleranze inutili | Cherry Bombs   | Giusy Ferreri   | 5                | –                           | –                           | 5                           | –                           | –                           | –                           | –                           | –                           | 5                   | –                      |

## Classifica generale
| Posizione | Band           | Punti |
| --------- | -------------- | ----- |
| 1         | Isoladellerose | 276   |
| 2         | Anxia Lytics   | 257   |
| 3         | Cherry Bombs   | 245   |
| 4         | JF Band        | 222   |
| 5         | Mons           | 221   |
| 6         | Achtung Babies | 220   |
| 7         | Living Dolls   | 212   |
| 8         | N'Ice Cream    | 202   |

## Ascolti
| Puntata | Messa in onda  | Telespettatori | Share  |
| ------- | -------------- | -------------- | ------ |
| 1       | 22 aprile 2022 | 3 076 000      | 16,16% |
| 2       | 29 aprile 2022 | 2 481 000      | 13,15% |
| 3       | 6 maggio 2022  | 2 126 000      | 12,20% |
| 4       | 13 maggio 2022 | 2 077 000      | 13,30% |
| 5       | 20 maggio 2022 | 2 207 000      | 14,40% |
| Media   | Media          | 2 393 000      | 13,84% |